# Lögel
Der oder das Lögel, auch die Logel, war ein deutsches Volumenmaß für Flüssigkeiten.
Es war ein „großherzoglich hessisches Maß“. Das Maß galt ab 1. Mai 1825 gemäß der Verordnung vom 10. August 1824 in der Landgrafschaft Hessen–Homburg. Zu einem Ohm rechnete man 3 1/5 Lögel, also 8065,99 Pariser Kubikzoll oder 160 Liter.
- 1 Lögel = 25 Maß = 100 Schoppen = 2520,62 Pariser Kubikzoll = 50 Liter

Das Maß wurde auch Homburger Lögel genannt.
- 1 Logel = 4 Viertel = 40 Liter[1]
  - 4 Logel = 1 Ohm[1]
  - Edenkoben: 40 Logel = 1 Fuder[1]